# رفيقة مرزوق
رفيقة مرزوق (27 أكتوبر 1979) لاعبة كرة يد تونسية.

## مواضيع ذات صلة
منتخب تونس لكرة اليد للسيدات

## روابط خارجية
- رفيقة مرزوق على موقع الاتحاد الأوروبي لكرة اليد (الإنجليزية)